# 尼佐姆·桑戈夫
尼佐姆·桑戈夫（1983年6月26日—）是一名塔吉克斯坦举重运动员，身高1.72米，曾参加广州亚运会，以235千克的成绩位列62公斤级比赛第十三名。